# Worsley Mesnes
Worsley Mesnes – dzielnica miasta Wigan, w Anglii, w hrabstwie Wielki Manchester, w dystrykcie Wigan. Leży 1,8 km od centrum miasta Wigan, 27,2 km od miasta Manchester i 283,6 km od Londynu. W 2011 roku dzielnica liczyła 11 973 mieszkańców.